# Želechovice nad Dřevnicí
Želechovice nad Dřevnicí là một làng thuộc huyện Zlín, vùng Zlínský, Cộng hòa Séc.